# Loxodontomys micropus
Loxodontomys micropus (Waterhouse, 1837) è un roditore della famiglia dei Cricetidi, unica specie del genere Loxodontomys (Osgood, 1947), diffuso nell'America meridionale.

## Descrizione

### Dimensioni
Roditore di medie dimensioni, con la lunghezza della testa e del corpo tra 83 e 157 mm, la lunghezza della coda tra 81 e 117 mm, la lunghezza del piede tra 27 e 32 mm, la lunghezza delle orecchie di 19,3 mm e un peso fino a 105 g.

### Caratteristiche craniche e dentarie
Il cranio è leggermente lungo, la regione inter-orbitale è stretta, le ossa nasali e il palato sono lunghi. Gli incisivi superiori sono larghi, lisci ed opistodonti, ovvero con le punte rivolte verso l'interno della bocca. I molari hanno la corona alta e la superficie occlusale piana.
Sono caratterizzati dalla seguente formula dentaria:

### Aspetto
Il corpo è compatto, con una pelliccia densa e liscia. Le parti dorsali variano dal grigio al giallastro, brizzolate e cosparse di peli nerastri, mentre le parti ventrali sono più chiare, spesso con dei riflessi bianchi o giallognoli. Le orecchie sono relativamente piccole. Talvolta è presente una macchia più chiara alla loro base posteriore. I piedi sono corti, le piante sono prive di peli, leggermente rivestite di scaglie e con sei piccoli tubercoli. La coda è lunga circa quanto la testa ed il corpo, è scura sopra e leggermente più chiara sotto. Il cariotipo è 2n=34 FN=34 o 36. Le popolazioni più settentrionali hanno il contrasto tra le due parti del corpo lungo i fianchi netto e la coda distintamente bicolore.

## Biologia

### Comportamento
È una specie terricola e notturna. Scava sistemi di gallerie con numerose entrate e camere per immagazzinare il cibo.

### Alimentazione
Si nutre di foglie, funghi, semi e frutta.

### Riproduzione
Si riproduce agli inizi della primavera australe e termina in autunno. Danno alla luce mediamente 4,1-4,8 piccoli alla volta. Diventano sessualmente maturi dopo aver raggiunto un peso di 48 g.

## Distribuzione e habitat
Questa specie è diffusa nel Cile meridionale e nell'Argentina sud-occidentale, dalle regioni andine vicino a Santiago del Cile fino alle isole lungo lo stretto di Magellano, dove è stato osservato sull'Isla Riesco.
Vive nelle foreste dominate da alberi del genere Nothofagus, steppe arbustive e dense praterie fino a 3.000 metri di altitudine.

## Tassonomia
L. pikumche è attualmente considerato un sinonimo, essendo l'olotipo di natura composita, con il cranio appartenente ad un giovane esemplare del genere Phyllotis e la pelle ad un individuo di Loxodontomys.

## Conservazione
La IUCN Red List, considerato il vasto areale e la popolazione presumibilmente numerosa, classifica L.micropus come specie a rischio minimo (Least Concern).